# Tiszatarján
Tiszatarján község Borsod-Abaúj-Zemplén vármegyében, a Mezőcsáti járásban.

## Fekvése
Mezőcsáttól keletre, Tiszakeszitől északra található. Zsáktelepülésnek tekinthető, mert bár a közigazgatási területén áthalad a Mezőcsát–Tiszaújváros közti 3313-as út, belterülete csak az abból kiágazó 33 107-es számú mellékúton érhető el.

## Története
A község nevében fellelhető a Tarján honfoglaló törzs neve, régészeti leletek tanúsága szerint korábban ez a terület szkíta és más népek lakóhelyéül szolgált. A falu nevének első említése az 1214-es Váradi regestrumból származik, akkor még Tarian formában. Ebben a században a Gutkeled nemzetség a birtokosa.
A XV. században mezővárosi rangot szerez a település. A következő évszázadban a tokaji várnak részévé válik. A török időszakban nem fizet adót, ami miatt el is pusztítják 1596-ban, de a falu hamarosan újjáépül. 1605-ben a reformáció terjedése jegyében templomot építenek, ami később leomlott. Újabb templom építésére csak 1780-ban került sor.
A község birtokosai sokszor változtak, jelentős károkat okoztak a Tisza áradásai és a rosszul fizetett, elégedetlenkedő diósgyőri és ónodi katonák garázdálkodása is. A XIX. században báró Eötvös József egy kúriát tartott fenn Tarjánban, ahová gyakran visszajárt. Tiszatarján jelentősége a század közepén megnövekedett, melyet országos szintű vásártartásai is bizonyítanak. Egykor Mezőcsát és a mai Tiszaújváros nagy felvevőpiaca volt a tarjáni termékeknek, zöldségen, gyümölcsön kívül kosarakat, cirokseprőt, zsákokat árusítottak. Jelentős volt az állattartás, majd egyre többen helyezkedtek el az iparban.
A Tisza-szabályozáskor a település mentén mintegy 2,6 km-t metszettek le a folyóból, ami 2,2 kilométeres rövidülést jelentett. Ma a falu elzártsága miatt nem kap akkora jelentőséget, mint régebben. Áradáskor az élő Tisza összefolyik a Holt-Tiszával.
Tiszatarján egyike volt annak az öt magyarországi településnek (Bátyával, Püspökszilággyal, Rákócziújfaluval és Ruzsával együtt), amelyekben 2020-ban mintaprojekteket indítottak, arra keresve hazánkban alkalmazható módszereket, hogy miként válhatnak ellenállóbbá a kistelepülések az éghajlatváltozással egyre több gondot okozó vízgazdálkodási szélsőségekkel szemben.

## Közélete

### Polgármesterei
- 1990–1994: Dr. Szeghő Györgyné (független)[4]
- 1994–1998: Vásári József (független)[5]
- 1998–2002: Vásári József (független)[6]
- 2002–2006: Bögre Lajosné (független)[7]
- 2006–2010: Bögre Lajosné (független)[8]
- 2010–2014: Bögre Lajosné (független)[9]
- 2014–2019: Bögre Lajosné (független)[10]
- 2019–2023: Bögre Lajosné (független)[11]
- 2023–2024: Csetnekiné Halász Erika (független)[12]
- 2024– : Csetnekiné Halász Erika (független)[1]

A településen 2023. március 26-án időközi polgármester-választást kellett tartani, mert az előző polgármester 2022. december 27-én lemondott. Ezen a választáson 6 jelölt indult el, a választást az egyetlen női aspiráns nyerte meg.

## Népesség
A település népességének változása:
| Lakosok száma | 1416 | 1413 | 1437 | 1369 | 1364 | 1320 | 1361 |
|               | 2013 | 2014 | 2015 | 2021 | 2022 | 2023 | 2024 |

2001-ben a település lakosságának 89%-a magyar, 11%-a cigány nemzetiségűnek vallotta magát.
A 2011-es népszámlálás során a lakosok 92,8%-a magyarnak, 21,8% cigánynak mondta magát (7,2% nem nyilatkozott; a kettős identitások miatt a végösszeg nagyobb lehet 100%-nál). A vallási megoszlás a következő volt: római katolikus 25,1%, református 46,8%, görögkatolikus 0,7%, felekezeten kívüli 9,9% (16,5% nem válaszolt).
2022-ben a lakosság 92%-a vallotta magát magyarnak, 9,7% cigánynak, 0,1-0,1% görögnek, németnek, bolgárnak, ukránnak, szlováknak és románnak, 1,3% egyéb, nem hazai nemzetiségűnek (7,9% nem nyilatkozott; a kettős identitások miatt a végösszeg nagyobb lehet 100%-nál). Vallásuk szerint 14,4% volt római katolikus, 31% református, 3,1% egyéb katolikus, 0,7% görög katolikus, 0,6% egyéb keresztény, 17,5% felekezeten kívüli (32,5% nem válaszolt).

## Nevezetességei
Tiszatarján nevezetessége a Hősi Liget. A Hősi Ligetet az I. világháború után készítették, amely során a 246 háborúba indult tiszatarjáni lakosból 42 halt hősi halált; az ő emlékükre lett állítva az emlékmű. Összesen 42 fát és bokrot ültettek, mindegyik egy-egy elesett katonát jelképez. Ez a helyszín ad otthont a március 15-i és az október 23-i megemlékezéseknek.

## Híres emberek
- Itt halt meg Édes Gergely (1763–1847) költő, lelkész, aki idős korában a településen élt.
- Itt született Jurcsek Béla (1893–1945) szélsőjobboldali politikus, földművelés-és közellátásügyi miniszter
- Itt írta – a helyi hagyomány szerint – Eötvös József A falu jegyzője című regényét (1845).[17]
- Itt forgatták a Jób lázadása című filmet (1983).